# 오르탈레사
오르탈레사(스페인어: Hortaleza)는 스페인 마드리드의 행정구 중 하나이다.

## 지역

오르탈레사

오르탈레사는 6개의 다음과 같은 지구가 있다.
- 아포스톨산티아고
- 카니야스
- 팔로마스
- 피나르델레이
- 피오베라
- 발데푸엔테스